# Die seligen Geschwister
Die seligen Geschwister sind ein wesentlicher Bestandteil des Vorarlberger Sagenschatzes und wichtiger Inhalt der Volksfrömmigkeit, vor allem in den Bregenzerwälder Gemeinden Andelsbuch, Alberschwende und Schwarzenberg. Namentlich handelt es sich um Ilga, Diedo und Merbod, die dem Geschlecht der Grafen von Bregenz angehört haben sollen. Sie sollen in der zweiten Hälfte des 11. und zu Beginn des 12. Jahrhunderts gelebt haben. Historisch fassbar ist am ehesten Merbod, während Diedo nur in einer Quelle erwähnt wird und Ilga in zeitnahen Quellen überhaupt nicht aufscheint. Die historisch also eher sagenhaften Personen fanden zwar Eingang in renommierte kirchliche Publikationen, wie zum Beispiel dem Lexikon für Theologie und Kirche, sind von der Kurie aber nicht beatifiziert.

## Ilga

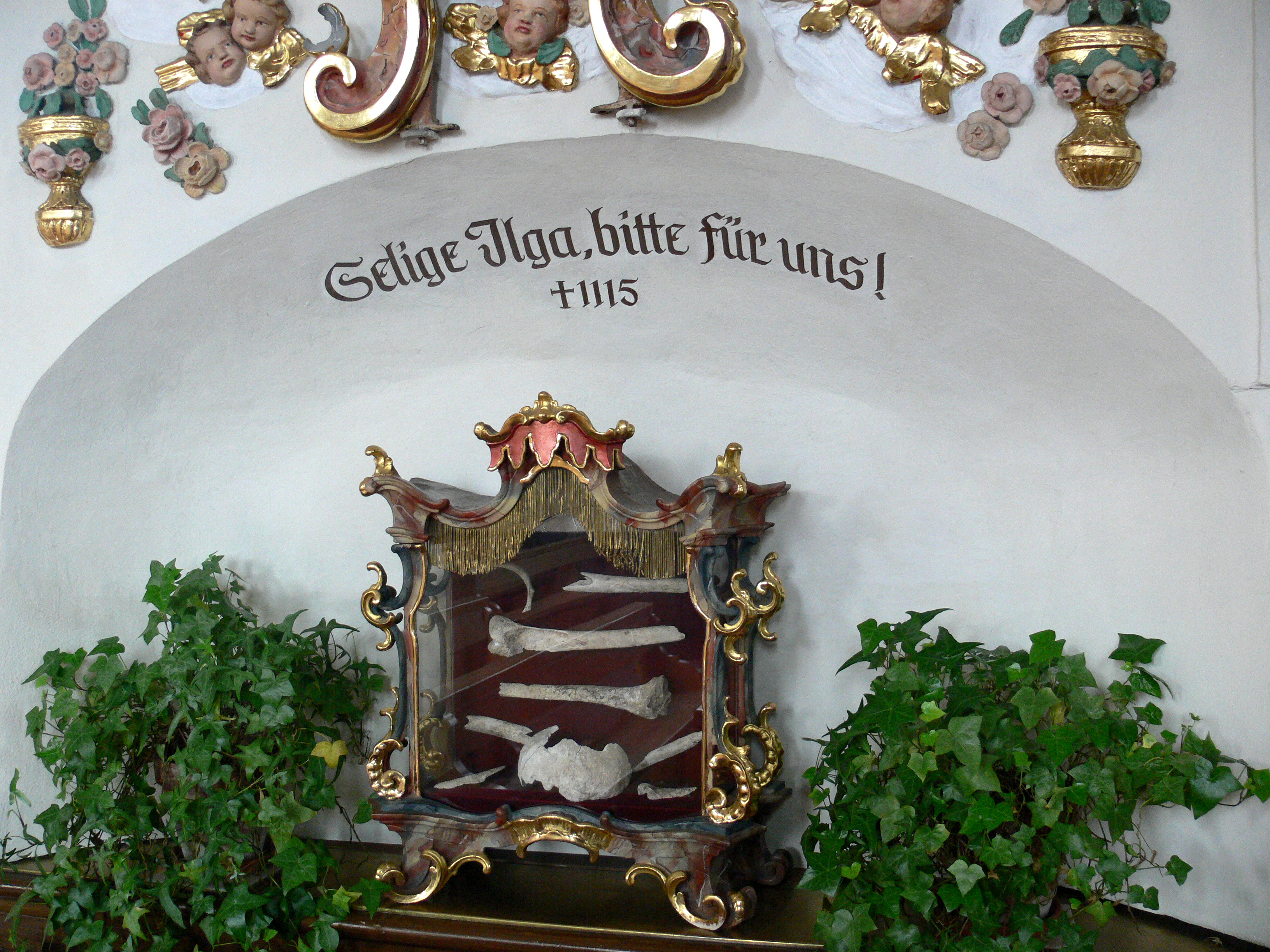
Reliquienschrein der Ilga in der Schwarzenberger Pfarrkirche

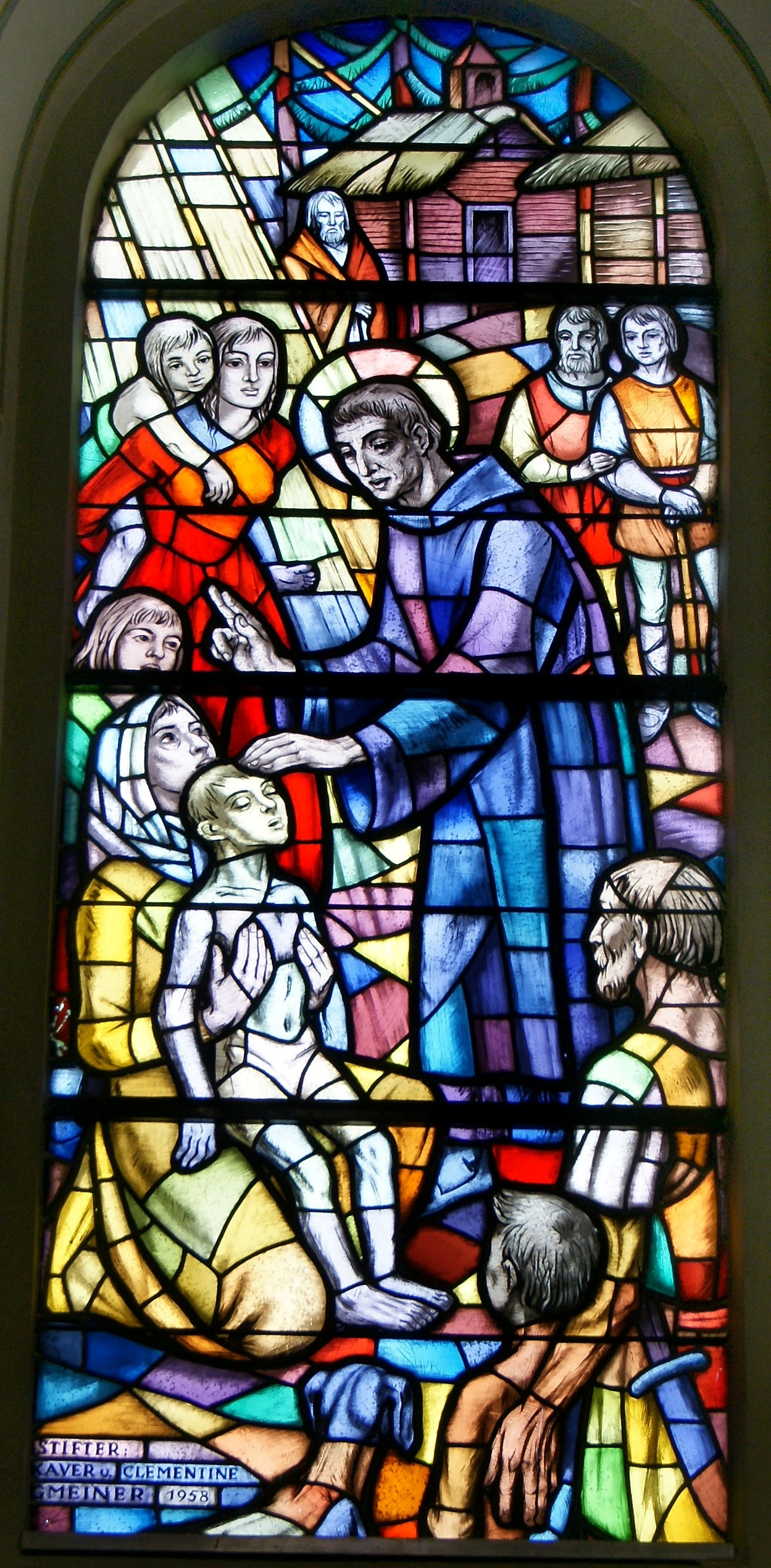
Das Merbodfenster in der Wendelinkapelle in Alberschwende.

Innenraum der Wendelinkapelle in Alberschwende. Auf der Mensa links unten eine barocke Statue des "seligen" Merbod

In keiner einzigen zeitgenössischen Quelle ist Ilga (seltener Hilga) erwähnt. Sie soll in der Umgebung von Schwarzenberg als Einsiedlerin ein gottesfürchtiges Leben gelebt und Wunder vollbracht haben. Am 8. Juni 1115 sei sie gestorben. In ihrer Todesstunde hätten die Glocken der Schwarzenberger Kirche ohne jedes menschliche Zutun zu läuten begonnen. Sie wurde in der Kirche von Schwarzenberg begraben. Ihre Gebeine sind nach mehreren Umbettungen in einem Reliquienschrein der Kirche zu sehen. Belegt ist ihr Kult, der heute weitgehend in Vergessenheit geraten ist, seit dem frühen 16. Jahrhundert. Der sonst seltene Vorname Ilga ist jedoch in dieser Gegend noch immer verbreitet. Verehrt wurde auch eine Quelle auf einer Lorena genannten Flur in der Nähe von Schwarzenberg. Als sich dort die drei Geschwister für immer trennten, um ihre religiöse Bestimmung zu erfüllen, sei diese wundertätige Quelle entsprungen.

## Diedo
Historisch etwas besser greifbar ist Diedo. Er wird in der Casus monasterii Petrishusensis, einer Chronik des Klosters Petershausen, die um die Mitte des 12. Jh. von einem nicht sicher identifizierbaren Mönch (möglicherweise Abt Gebhardt I., Abt von 1164 bis 1170) verfasst wurde, recht ausführlich erwähnt. Die in der Historiographie als verlässlich angesehene Quelle berichtet, das Diedo ein Waldgebiet bei Andelsbuch gerodet und dort eine Klause errichtet habe, wo er ein gottesfürchtiges und wundertätiges Leben verbrachte. Nach seinem Tode, der auf den 15. März 1080 datiert wird, bat Graf Ulrich von Bregenz (wohl Ulrich X. † 1097) den Abt des Klosters Petershausen, an der Stelle der Klause ein kleines Kloster zu errichten. Dieses Kloster wurde wenig später nach Bregenz verlegt und bildete die Urzelle des Klosters Mehrerau. Eine heute nicht mehr nachweisbare Dietenkapelle, die auf einen zu dieser Zeit offenbar schon weitgehend etablierten Diedo-Kult hinweist, wurde erstmals 1472 erwähnt. Die Verehrung Diedos dürfte im ausgehenden Mittelalter und der beginnenden Neuzeit ihren Höhepunkt erlebt haben. Niederstätter vermutet, dass Diedo danach offenbar nicht mehr in das Mehrerauer Geschichtsverständnis passte, wie die Entfernung von Grab und Kapelle des Eremiten, die nur mit Genehmigung des Konvents erfolgt sein konnte, nahelegt. Merbod war augenscheinlich der bessere Heilige.

## Merbod
Als einigermaßen gesicherte historische Person kann Merbod gelten. Das Jahrzeitbuch des Klosters Mehrerau erwähnt Merbod für den Gedenktag 23. März als Konventualen des Klosters, Pfarrer von Alberschwende und Märtyrer. Genauer geht ein Verzeichnis der Wohltäter des Klosters, ebenfalls eine hochmittelalterliche Quelle, auf Merbod ein. Darin wird berichtet, dass er 1120 den Märtyrertod erlitten habe, und in einer Kapelle, die am Ort seines Todes errichtet wurde, seine letzte Ruhestätte fand. Von verwandtschaftlichen Verhältnissen zum Geschlecht der Grafen von Bregenz ist keine Rede. Jakob Mennel, ein Bregenzer und späterer Hofgeschichtsschreiber Maximilian I, verfasste um 1519 eine Gründungsgeschichte des Klosters Mehrerau. Darin geht er sehr genau auf Merbod ein. Als Quelle nennt er ohne genauere Angaben eine später verloren gegangene charta vetustissima (sehr alte Urkunde). Danach war Merbod ein einflussreicher Mehrerauer Benediktinermönch, der Rudolf von Bregenz (Sohn des oben genannten Ulrich und letzter männlicher Vertreter der Grafen von Bregenz) veranlasste, Alberschwende mit allen Besitzungen und Rechten dem Kloster zu vermachen. Er sei grausam erschlagen worden; von wem und weshalb verrät Mennel nicht. Spätere Chronisten schmückten diese Informationen aus, schufen genealogische Verbindungen zum Grafengeschlecht der Bregenzer und machten aus den drei Ortsheiligen Geschwister.
Aus kritischer historiographischer Sicht kann nur Merbod als historische Person gelten. Eine verwandtschaftliche Nähe zum Hause Bregenz ist unwahrscheinlich, da Merbod als Name in dieser Familie nicht aufscheint. Gleiches gilt für Ilga und Diedo. Auch die Überlieferung, dass es sich um Geschwister gehandelt habe, muss als legendenhafte Ausschmückung interpretiert werden.

## Erinnerung und Gedenken
Im Bregenzer Stadtteil Vorkloster wurden drei parallel zueinander verlaufende Wohnstraßen Ilgagasse, Diedogasse und Merbodgasse benannt.